# Gymnosiphon sphaerocarpus
Gymnosiphon sphaerocarpus är en enhjärtbladig växtart som beskrevs av Ignatz Urban. Gymnosiphon sphaerocarpus ingår i släktet Gymnosiphon och familjen Burmanniaceae. Inga underarter finns listade i Catalogue of Life.